# Осада Кайзерсверта (1247)
Осада Кайзерсверта нем. Belagerung von Kaiserswerth происходила в 1247—1248 годах. Она являлась боевым эпизодом в противостоянии антикороля Германии Вильгельма Голландского с императором Священной Римской империи Фридрихом II и его сыном Конрадом IV. Примерно через год осады Вильгельм Голландский сокрушил оборону и взял город и императорский дворец Кайзерсверт.

## Причина
Город и дворец Кайзерсверт являлись крупной военной базой Гогенштауфенов на Нижнем Рейне, находящейся в ощутимой изоляции от южных регионов и практически окружённая их противниками. Это послужило основной причиной для начала боевых действий со стороны Вильгельма Голландского. Вместе с его войском в осаде Кайзерсверта участвовали солдаты архиепископа майнцского и различных графов и господ, желавших избавиться или ослабить власть Фридриха II.

## Ход осады
Осада начиналась 13 декабря 1247 года. Первое время король присутствовал лично, но в начале февраля 1248 года по неотложным делам покинул лагерь.
Осаждённые сражались под командованием коменданта крепости Гернанда. Первые месяцы они успешно отражали превосходящие силы противника. В апреле 1248 года король Вильгельм вновь прибывает к месту сражения, чтобы предпринять решительные действия. ОН приказывает полностью изолировать осаждённых от доставки продуктов питания. В мае 1248 Вильгельм снова покидает лагерь, чтобы отправиться к параллельно происходящей осаде императорского города Ахена. В Октябре 1248 года король Вильгельм возвращается назад и берёт руководство осадой Кайзерсверта в свои руки. Он увеличивает численность атакующих и активизирует ход боевых действий.
Атаки королевской армии, предпринимаемые всё чаще, отражаются защитниками гарнизона, но шаг за шагом они теряют укреплённые позиции. Хуже всего то, что заканчиваются продукты питания. Это вынуждает коменданта Германда начать переговоры о капитуляции крепости. Наконец, крепость открывает ворота и в неё входят победители. Вильгельм Голландский относится к коменданту снисходительно, дарует ему жизнь и даже жалует леном, одновременно устраивая свадьбу
коменданта Гернанда со своей племянницей.